# Sargus flavopilosus
Sargus flavopilosus är en tvåvingeart som först beskrevs av Jacques-Marie-Frangile Bigot 1879.  Sargus flavopilosus ingår i släktet Sargus och familjen vapenflugor. Inga underarter finns listade i Catalogue of Life.